# 麟嘉 (前赵)
麟嘉（316年十一月-318年六月）是十六国时期前赵政权汉昭武帝刘聪的第四个年号，共计3年。
麟嘉三年七月汉隐帝刘粲即位改元汉昌元年。

## 纪年
| 麟嘉 | 元年  | 二年  | 三年  |
| ---- | ----- | ----- | ----- |
| 公元 | 316年 | 317年 | 318年 |
| 干支 | 丙子  | 丁丑  | 戊寅  |

## 参看
- 中国年号索引
- 其他时期使用的麟嘉年号
- 同期存在的其他政权年号
  - 建兴（313年四月-317年三月）：西晋皇帝晋愍帝的年号
  - 建武（317年三月-318年三月）：东晋皇帝晉元帝的年号
  - 大兴（318年三月-321年）：东晋皇帝晉元帝的年号
  - 建兴：前凉政权年号
  - 玉衡（311年-334年）：成汉政权李雄的年号

| 前一年號： 建元 | 漢趙年号 麟嘉 | 下一年號： 汉昌 |